# بورغ أشار
بورغ أتشارد (Bourg-Achard) بلدية فرنسية تقع في إقليم أور التابع لمنطقة هوت نورماندي وسط شمال فرنسا .